# Masdevallia coccinea
Masdevallia coccinea là một loài lan phân bố ở vùng có độ cao lớn ở the Eastern Cordillera of Colombia.

## Danh pháp đồng nghĩa
- Masdevallia coccinea var. conchiflora H.J. Veitch
- Masdevallia coccinea var. harryana (Rchb.f.) H.J. Veitch
- Masdevallia coccinea var. lindenii Stein
- Masdevallia coccinea var. militaris (Rchb.f. & Warsz.) O. Gruss & M. Wolff
- Masdevallia denisonii Dombrain
- Masdevallia harryana Rchb.f.
- Masdevallia harryana var. atrosanguinea B.S. Williams & T. Moore
- Masdevallia harryana var. decora B.S. Williams
- Masdevallia harryana var. miniata B.S. Williams & T. Moore
- Masdevallia lindenii André
- Masdevallia lindenii var. grandiflora L. Linden & Rodigas
- Masdevallia lindenii var. harryana (Rchb.f.) André
- Masdevallia militaris Rchb.f. & Warsz.

## Hình ảnh

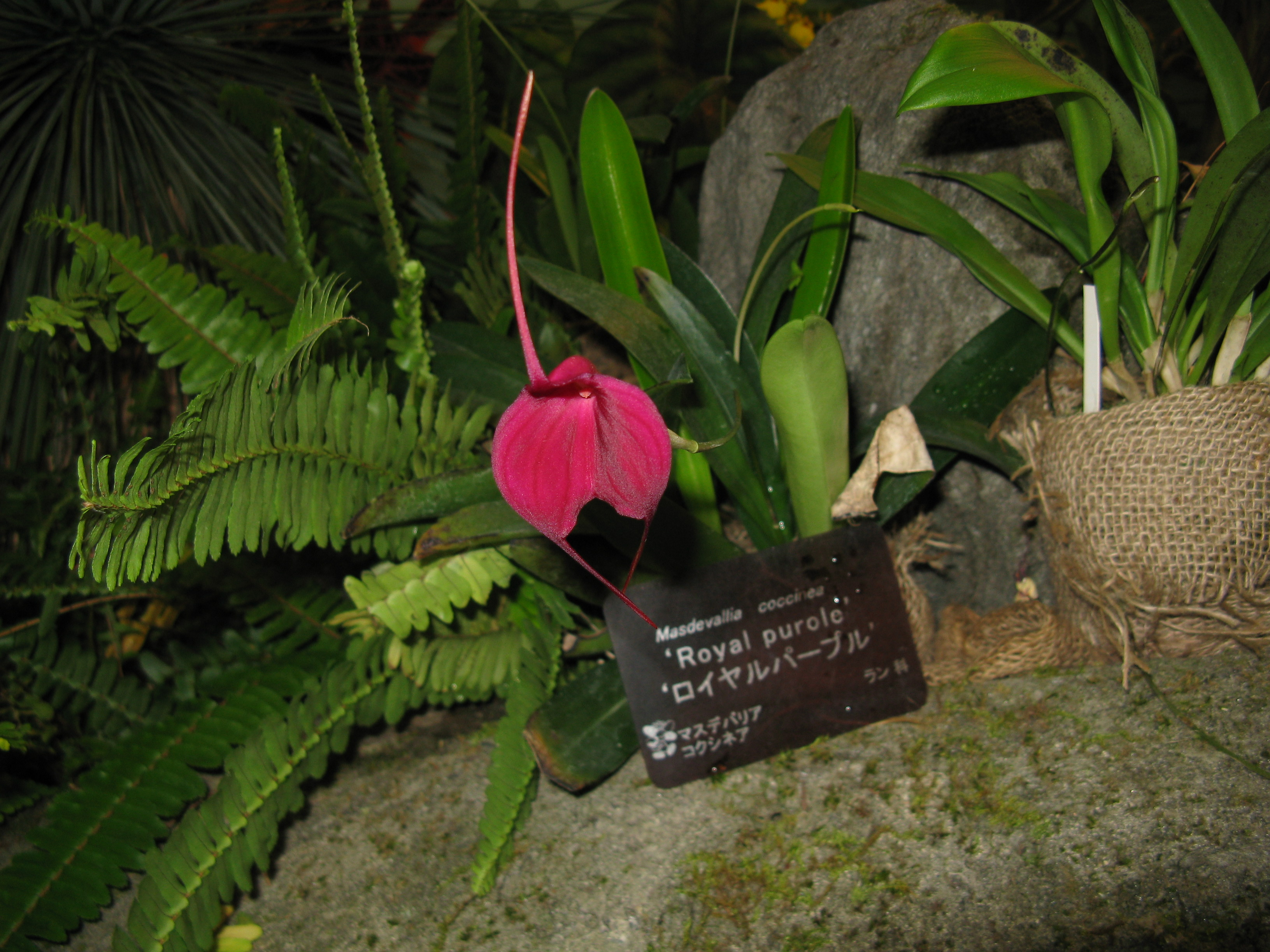
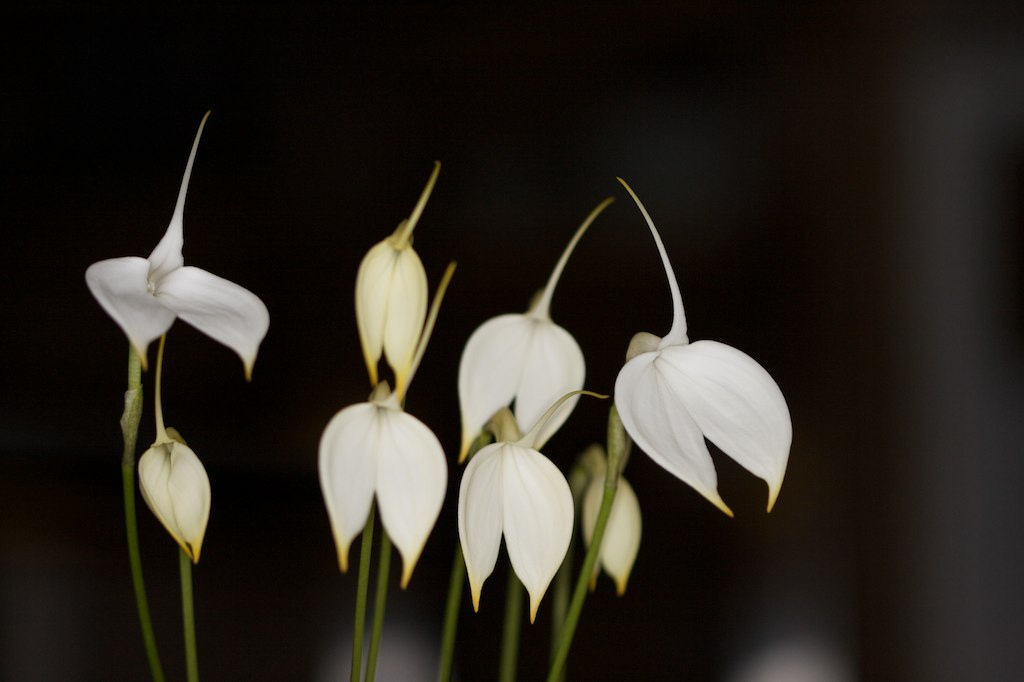
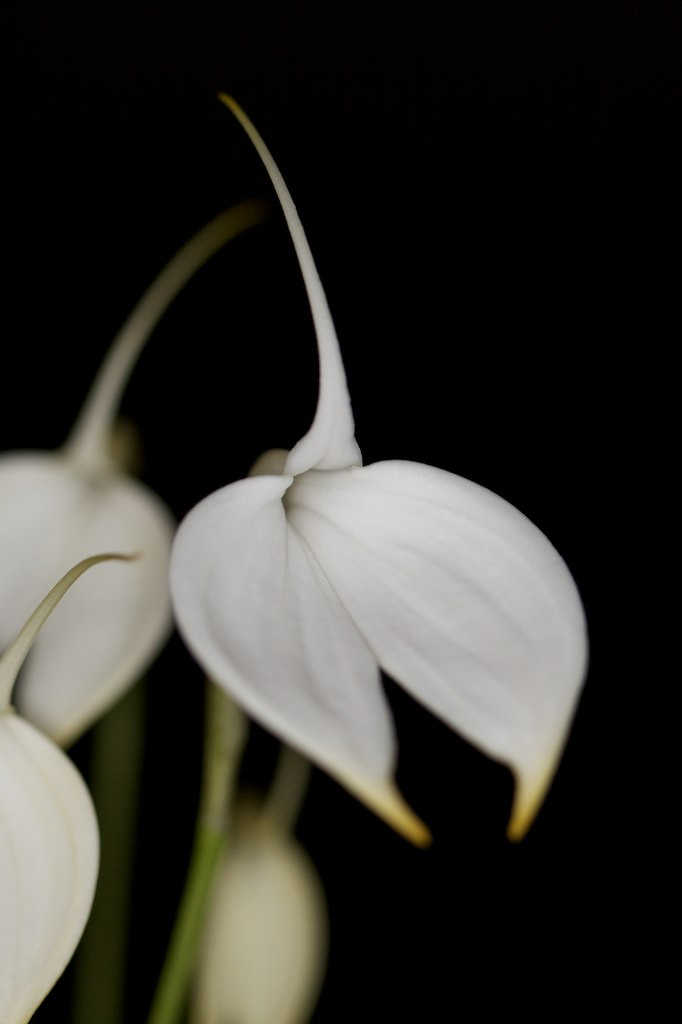
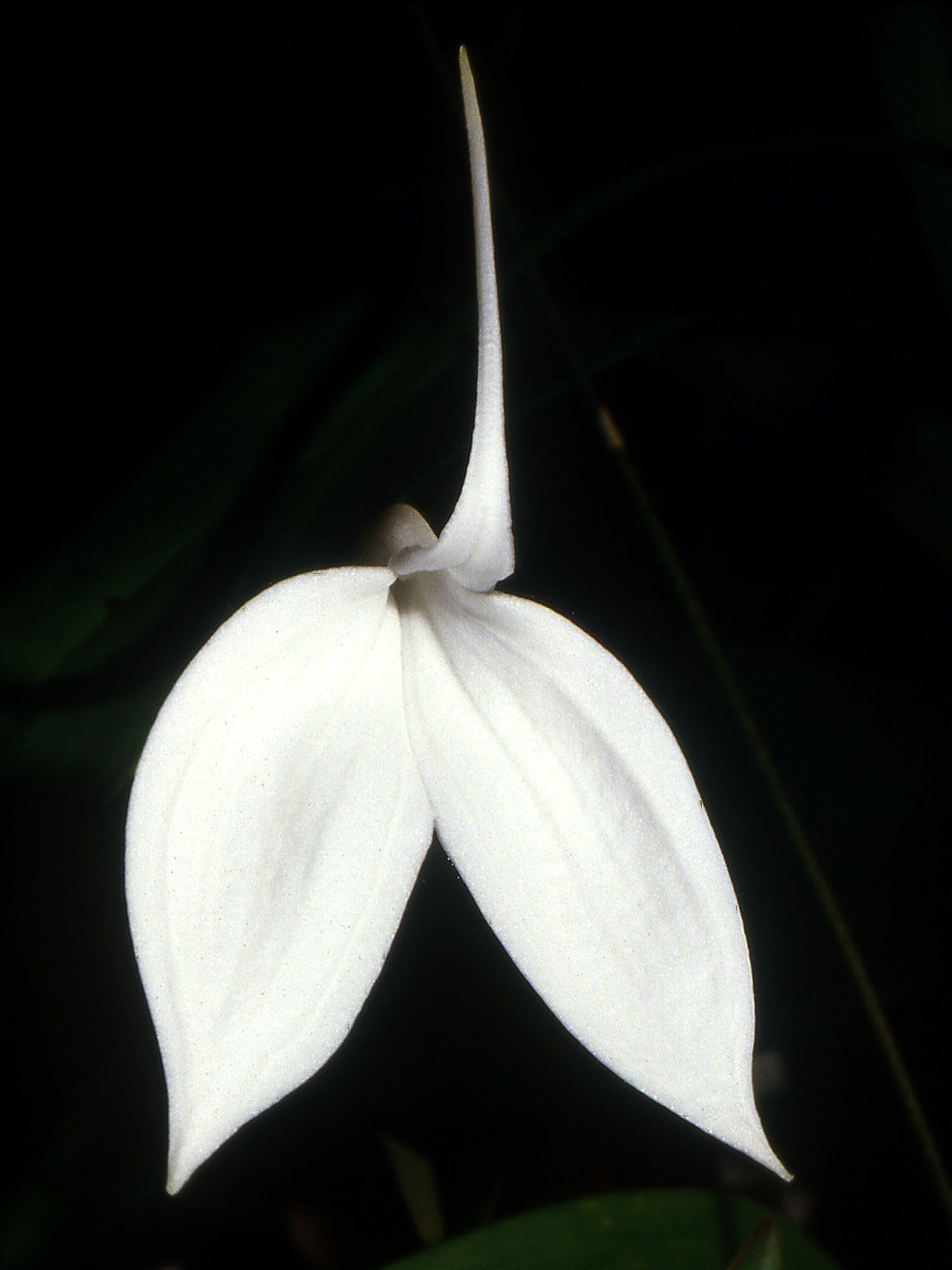